# Mongolie aux Jeux olympiques d'hiver de 2002
La Mongolie participe aux Jeux olympiques d'hiver de 2002 à Salt Lake City aux États-Unis du 8 février au 24 février 2002. Il s'agit de sa 10e participation à des Jeux olympiques d'hiver.
Elle était représentée par quatre athlètes.